# Puhacivka, Rokîtne
Puhacivka (în ucraineană Пугачівка) este un sat în comuna Bîriukî din raionul Rokîtne, regiunea Kiev, Ucraina.

## Demografie
Componența lingvistică a localității Puhacivka
     Ucraineană (98,97%)
     Rusă (1,03%)
Conform recensământului din 2001, majoritatea populației localității Puhacivka era vorbitoare de ucraineană (98,97%), existând în minoritate și vorbitori de rusă (1,03%).